# Þorvaldr Eiríksson
Þorvaldr Eiríksson (* spätes 10. Jahrhundert; † frühes 11. Jahrhundert in Vinland) war ein Wikinger. Er war ein Bruder von Leif Eriksson sowie Sohn Eriks des Roten.

## Leben
Das Leben von Þorvaldr Eiríksson ist in den beiden Vinland-Sagas, der Eiríks saga rauða und der Grænlendinga saga überliefert.
Þorvaldr war der Sohn von Erik dem Roten (Eiríkr inn rauði) und somit der Bruder von Leif Eriksson (Leifr Eiríksson), Þorsteinn Eiríksson und Freydís Eiríksdóttir. Freydís wird in der Eiríks saga rauða ausdrücklich als uneheliche Tochter Eriks genannt. In derselben Saga heißt es, dass Erik zwei Söhne mit seiner Frau Þjóðhildr hatte, nämlich Leif und Þorsteinn. Es ist somit unklar, wer Þorvaldrs Mutter war.
Die beiden Sagas widersprechen sich stark, vor allem in Bezug auf Þorvaldr. Der Grænlendinga saga zufolge hatte Leif Vinland bereist und war danach nach Grönland zurückgekehrt, wo sein Bruder Þorvaldr meinte, dass das Land genauer erkundet werden sollte. Er lieh sich daraufhin das Schiff seines Bruders und reiste mit 30 Mann Richtung Vinland. Die Mannschaft ließ sich in Leifsbudir, der Siedlung von Leif, nieder und überwinterte an dieser Stelle. Im folgenden Frühjahr segelten sie in Richtung Westen, um Vinland, wie Leif das Gebiet genannt hatte, zu erkunden. Bis auf einen Getreidespeicher wurden keine Hinweise auf menschliche Besiedlung gefunden. Im Herbst kehrte die Mannschaft wieder nach Leifsbudir zurück, um dort erneut zu überwintern. Im nächsten Sommer brach die Gruppe nach Osten auf und umfuhr die Nordküste des Landes. In einem Sturm liefen sie auf Grund und der Kiel des Schiffs wurde beschädigt. Sie verbrachten anschließend einige Zeit damit das Schiff zu reparieren. Sie hinterließen den beschädigten Kiel am Ufer und nannten das Kap danach Kjalarnes (nach kjǫlr „Kiel“). Sie fuhren weiter gen Osten und kamen in einen Fjord, wo sie auf einer bewaldeten Halbinsel einen Hof errichten wollten. Als sie jedoch neun Männer in drei Fellbooten erblickten, griffen sie diese an und töteten acht von ihnen, während der neunte entkommen konnte. Kurz darauf schliefen sie ein und als sie wieder erwachten, wurden sie von einer Gruppe Skrælingar angegriffen. Einzig Þorvaldr wurde im Kampf verletzt, weil ihn ein Pfeil unter dem Arm getroffen hatte. Er bat seine Männer darum, mit einem Kreuz auf der Halbinsel begraben zu werden, die er Krossanes (nach kross „Kreuz“) taufte. Die übrigen überwinterten ein weiteres Mal in Amerika, bevor sie im folgenden Frühjahr nach Grönland zurückkehrten. Nach Þorvaldrs Tod wollte Þorsteinn Eiríksson die sterblichen Überreste seines Bruders bergen, starb aber noch in Grönland an einer Krankheit und konnte somit sein Vorhaben nicht realisieren. Die dreijährige Expedition von Þorvaldr wird auf die Jahre 1001 bis 1004 datiert.
Laut der Eiríks saga rauða ist Thorvald niemals zu einer eigenen Expedition aufgebrochen, sondern war Teilnehmer der Expedition seines Schwagers Þorfinnr karlsefni, die auf die Jahre 1007 bis 1009 datiert wird. Hier wird er im letzten Jahr auf einer Entdeckungsfahrt in einer bewaldeten Flussmündung westlich von Kjalarnes von einem Einfüßer mit einem Pfeil in den Bauch getroffen und stirbt.